# اتو پورتر جونیور
اتو پورتر جونیور (انگلیسی: Otto Porter Jr.؛ زادهٔ ۳ ژوئن ۱۹۹۳) بازیکن بسکتبال اهل ایالات متحده آمریکا است.

## فعالیت ورزشی

### باشگاهی
از باشگاه‌هایی که در آن بازی کرده‌است می‌توان به واشینگتن ویزاردز و شیکاگو بولز اشاره کرد.